# Saltos del patinaje artístico sobre hielo

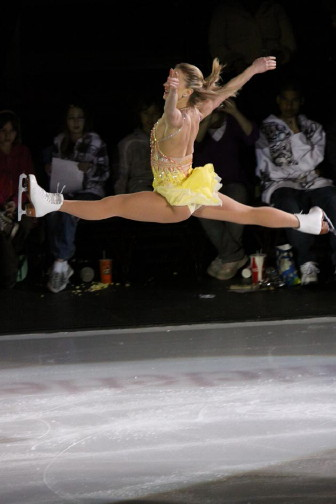
Joannie Rochette en el show de patinaje artístico «Stars on Ice»

Los saltos son los elementos más reconocibles del patinaje artístico y los que más contribuyen a la puntuación técnica en las competiciones de la ISU. Aunque en el patinaje sobre hielo se denomina salto a toda maniobra en la que el
patinador se eleva en el aire por su propio impulso, el reglamento de
la ISU solo asigna una puntuación específica para seis tipos de saltos, en los que el
patinador salta sobre un pie (con o sin ayuda de la serreta del otro
patín), ejecuta al menos una rotación y aterriza sobre un pie patinando hacia
atrás. Los mejores patinadores ejecutan regularmente saltos de
tres y hasta cuatro revoluciones en el aire. Los saltos de menos de una rotación se pueden incluir en las
secuencias de pasos o utilizarse como movimientos de transición o para
enlazar diferentes elementos del programa.

## Técnica del salto

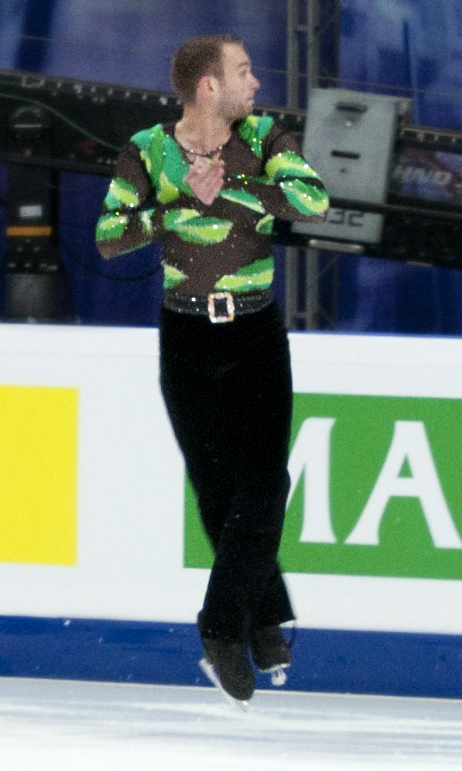
Postura ideal para maximizar la velocidad rotacional en la fase de suspensión de los saltos con múltiples revoluciones.

Según los reglamentos del patinaje artístico, los saltos deben
efectuarse en un movimiento continuo; el patinador debe iniciar el
salto sobre uno de los dos filos (interno o externo) de la cuchilla
del patín, efectuar el número estipulado de rotaciones en el aire y
aterrizar sobre un pie con la menor pérdida de
velocidad lineal posible.
La dificultad técnica de los saltos tiene su origen en la
tendencia a la curvatura de la trayectoria seguida por los patines al
deslizarse cuando el patinador se inclina hacia uno u otro lado. Este
efecto es similar a lo que ocurre a una moneda rodando. El patinador
debe de ser capaz de dominar perfectamente las fuerzas causantes de
momento angular para evitar una cantidad excesiva de rotación antes
del despegue (lo cual causa pérdida de velocidad y disminuye la altura
del salto); adquirir la velocidad angular necesaria para completar los
giros necesarios en el aire, que puede llegar hasta a 7 revoluciones por
segundo;
y frenar la rotación al aterrizar sin perder el equilibrio. La
ejecución correcta de los saltos requiere una buena preparación
física y mucha práctica.

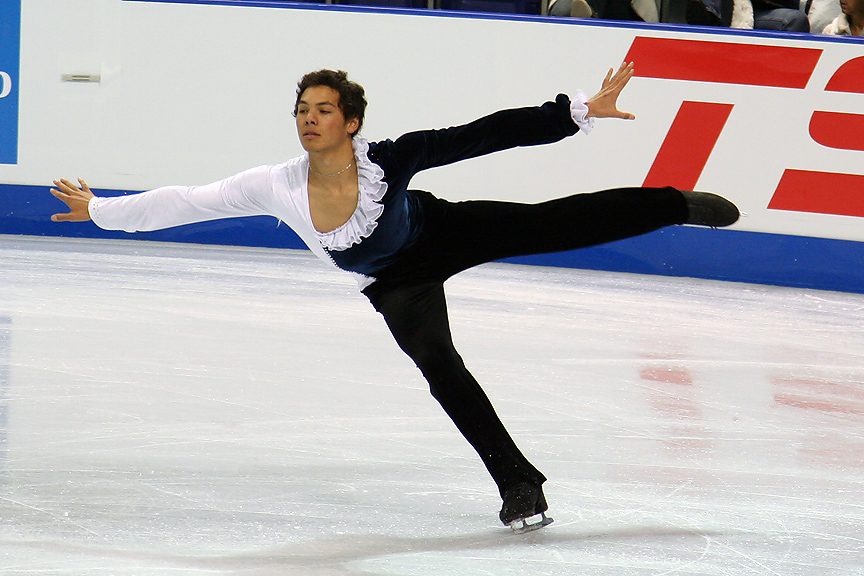
Todos los saltos listados deben aterrizarse sobre el filo externo del patín, en la posición ilustrada en la imagen.

En los saltos se distinguen cinco fases:
1. Preparación: Pasos y movimientos que preceden al salto. Cada salto cuenta con una o dos preparaciones que se consideran estándar por facilitar las fases siguientes y que se suelen usar en el aprendizaje del salto; sin embargo en los programas la elección de la preparación es totalmente libre. Es importante adquirir y mantener una velocidad alta. Una preparación compleja, con pasos variados y difíciles incrementa el valor del salto.
2. Transición: Paso o movimiento final en el que el patinador se sitúa sobre el filo desde el cual se inicia el salto. El control de la postura y la trayectoria sobre el hielo son muy importantes.
3. Despegue: Momento crítico en la que el patinador efectúa el salto, y genera el momento angular que da lugar a la rotación. La mayoría de los errores resultantes en un salto de baja calidad tienen lugar en esta fase.
4. Suspensión: En esta fase es importante adoptar una postura que minimice el momento de inercia para girar lo más rápidamente posible, manteniendo los brazos y piernas firmemente sujetos al eje vertical de rotación.
5. Aterrizaje: Se frena la rotación extendiendo los brazos y la pierna libre. Los saltos multirrotacionales se aterrizan sobre el filo externo patinando hacia atrás, la posición más idónea para controlar el momento angular sin perder el equilibrio. El impacto con un hielo suele reducir la velocidad lineal en aproximadamente 1 m/s.

La mayoría de los patinadores efectúa los saltos girando hacia la izquierda (la dirección contraria a las agujas del reloj), aterrizando sobre la pierna derecha. La preferencia rotacional está relacionada con la lateralidad o preferencia por una mano o lado del cuerpo, aunque la relación no es perfecta: aunque la mayor parte de patinadores diestros prefieren girar hacia la izquierda, la correlación entre la preferencia por la mano izquierda y por la rotación hacia el lado derecho es más débil. La dirección de la rotación no influye en la puntuación y muy pocos patinadores intentan saltos de más de una revolución en la dirección contraria a su preferencia natural.

## Tipos de saltos

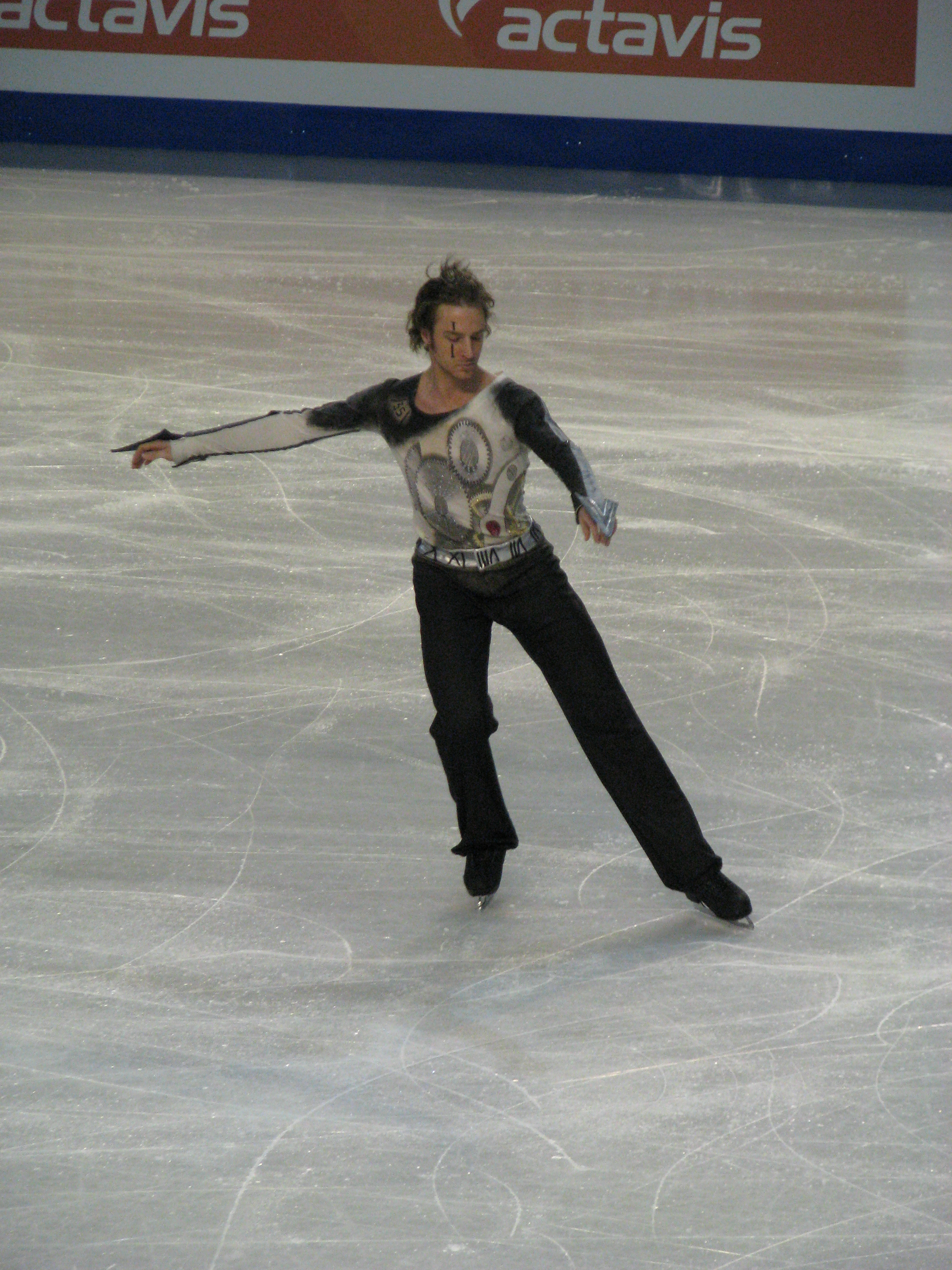
Inicio de un salto de filo (loop): El peso del patinador se sitúa de lleno sobre la pierna de despegue, sobre la que permanecerá hasta la fase de suspensión.

Hay seis tipos de saltos en el patinaje artístico sobre hielo que se puntúan como elementos individuales en las competiciones de patinaje individual y parejas. El tipo de salto es parcialmente determinado por el filo —interno o externo— y el pie de despegue —el mismo que el pie de aterrizaje o el otro—; una distinción adicional importante se basa en el uso de la serreta del patín libre para impulsar el salto. Los saltos en los que se usa —toe loop o «bucle picado», flip y lutz— reciben el nombre de «saltos de punta» o «saltos picados»; en estos saltos la pierna libre cumple un cometido similar al de la pértiga en un salto de altura, proporcionando al patinador un impulso adicional vertical y horizontal. Los saltos que parten del filo sin asistencia del pie libre —salchow, loop o «bucle» y axel— se denominan «saltos de filo». En todos los saltos el despegue se realiza patinando hacia atrás, con la excepción del axel. Todos ellos deben aterrizarse sobre un pie: el derecho si la rotación se realiza en sentido contrario de las agujas de reloj, y el izquierdo si la rotación se efectúa en el sentido opuesto. 

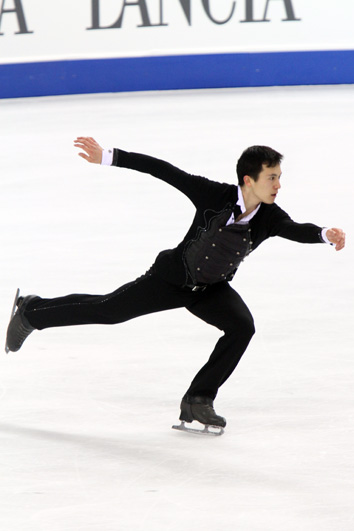
Inicio de un salto picado o de punta (lutz): La pierna libre se extiende hacia atrás para plantar la serreta del patín en el hielo. Durante el despegue el patinador transfiere parte del peso a esa pierna, que actúa como una pértiga.

### Salchow
El salchow fue inventado por el patinador sueco Ulrich Salchow, figura destacada del patinaje a principios del siglo XX. Este salto parte del filo interno del patín del pie contrario al de aterrizaje. Durante el despegue la pierna libre se lanza hacia delante, lo cual contribuye a propulsar el salto.
El salchow es uno de los saltos más fáciles y algunos patinadores realizan cuatro rotaciones, aunque el cuádruple no es tan frecuente como el toe loop. El primer patinador que logró aterrizar el cuádruple salchow en competición fue el estadounidense Timothy Goebel en 1998, cuando aún competía en categoría júnior. La patinadora de Kazajistán, Elizabet Tursynbayeva, es oficialmente la primera mujer en aterrizar un cuádruple salchow en una competencia mundial sénior de la Unión Internacional de Patinaje sobre Hielo

### Toe loop
El toe loop también se conoce como bucle picado, metz y cherry flip. Fue inventado por Bruce Mapes, y en el patinaje artístico sobre ruedas se conoce como «mapes».
El despegue se realiza desde el filo externo del patín, usando el mismo pie en el despegue y el aterrizaje. La serreta del otro pie se usa para propulsar el salto. Si el despegue se efectúa desde el filo interno, el salto se conoce como toe walley («walley picado»). En competición no se hace ninguna distinción práctica entre los dos saltos, otorgándose a ambos el mismo valor básico.
El toe loop es uno de los saltos más fáciles. Kurt Browning realizó el cuádruple en competición en los Campeonato Mundial de Patinaje Artístico sobre Hielo de 1988, y los mejores patinadores masculinos lo ejecutan habitualmente. La primera patinadora que intentó realizar el cuádruple toe loop en una competición fue Surya Bonaly, en 1991. Sin embargo este salto no fue reconocido oficialmente al considerarse que parte de la rotación fue completada sobre el hielo. La primera patinadora que realizó un cuádruple toe loop ratificado oficialmente en competición es Aleksandra Trusova, en el Campeonato Mundial Juvenil de  en 2018.

### Loop
El loop es también conocido como bucle o rittberger, en honor de su inventor, el patinador alemán Werner Rittberger. El loop parte del filo externo del patín de despegue y aterriza sobre el mismo pie. Este pie describe uno o más bucles en el aire, razón por la cual se le da su nombre al salto. Es el único salto que se realiza sin ningún tipo de apoyo o asistencia de la pierna libre.
A pesar de ser más difícil que el toe loop y el salchow, el loop fue el primer salto triple ejecutado en una competición. Richard Button fue el patinador que lo realizó, en 1952. En septiembre de 2016, Yuzuru Hanyu realizó el primer bucle cuádruple ratificado oficialmente.

### Flip
La invención del flip o toe salchow (salchow picado) se atribuye también al inventor del toe loop, Bruce Mapes, aunque no hay acuerdo total sobre su origen. El flip se inicia sobre el filo interno del pie opuesto al de aterrizaje, con impulso de la serreta del otro pie. Para realizar un salto óptimo es necesario efectuar la transición y despegue en una trayectoria casi recta. Esto lo distingue de otros saltos, en los que el deslizamiento antes del despegue tiene lugar sobre una trayectoria más curvada. Shoma Uno realizó el primer flip cuádruple en competición en 2016.

### Lutz

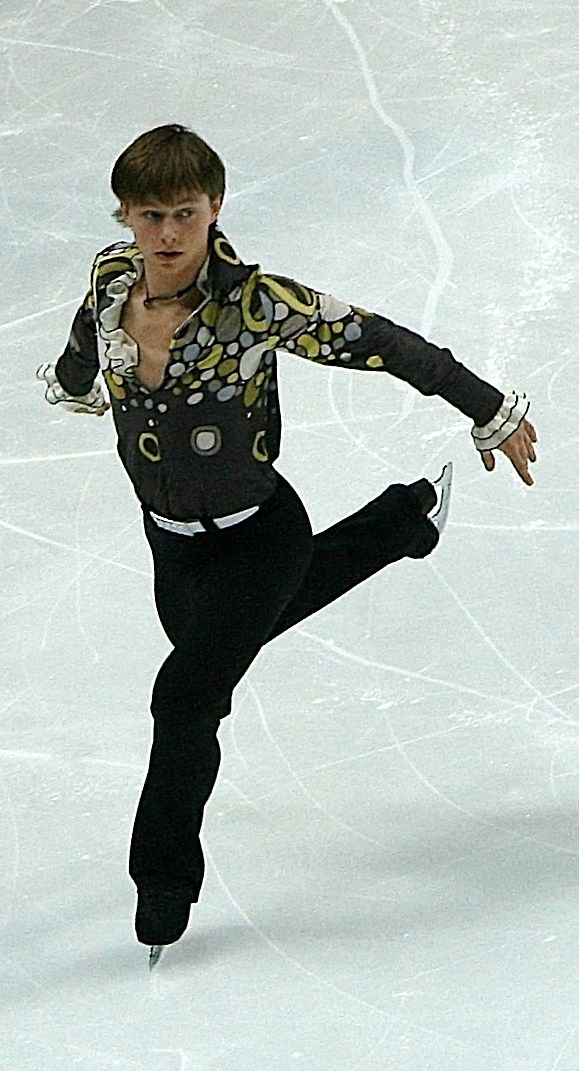
El despegue del axel se efectúa patinando hacia delante, por lo cual es el salto más fácil de reconocer.

El lutz fue inventado por el austríaco Alois Lutz. Parte del filo externo del pie opuesto al de aterrizaje, con impulso de la serreta del otro pie. Es el único salto multirrotacional en el que el patinador parte desde una trayectoria de sentido opuesto a la del aterrizaje. Por este motivo se lo considera el salto más difícil, exceptuando al axel. Un error común consiste en cambiar la inclinación del patín durante la fase de despegue, partiendo del filo interno de tal modo que el salto es técnicamente un flip.
Este error técnico se conoce coloquialmente como flutz, contracción de flip-lutz.
El canadiense Donald Jackson realizó el primer lutz en el Campeonato del Mundo de 1962. La suiza Denise Biellmann fue la primera patinadora que completó las tres revoluciones en competición. En 2011, el estadounidense Brandon Mroz efectuó el primer cuádruple lutz validado por la ISU. En 2018, la ISU ratificó el primer cuádruple lutz por una mujer, la rusa Aleksandra Trusova.

### Axel
El axel fue inventado por el patinador noruego Axel Paulsen, que ejecutó este salto en la primera competición internacional de patinaje, celebrada en Viena en 1882. El despegue del axel se realiza desde el filo externo del pie contrario al de aterrizaje. Puesto que el salto se inicia patinando hacia delante, incluye media vuelta más que los otros saltos — es decir, un axel triple cuenta en realidad con tres revoluciones y media o 1260°, por lo que es considerado el salto más difícil.
Richard Button completó el doble axel en 1948. El canadiense Vern Taylor realizó el primer axel triple en el Campeonato Mundial de 1978. La primera mujer que logró hacer el axel triple fue la patinadora Japonesa Midori Ito, en el Campeonato mundial de 1989. El estadounidense Ilia Malinin fue el primer patinador en lograr un axel cuádruple en competición, durante el US International Classic en 2022.

### Otros saltos
Los saltos no listados se pueden utilizar en las secuencias de pasos, como inicio o transición en las piruetas, o como elementos coreográficos y no reciben una puntuación individual, sino que se evalúan en el contexto global del elemento que los incluye o del programa. Ciertos saltos no listados son importantes por su frecuencia o por su valor como etapas de aprendizaje para los saltos de más dificultad. Entre estos se pueden destacar los siguientes:

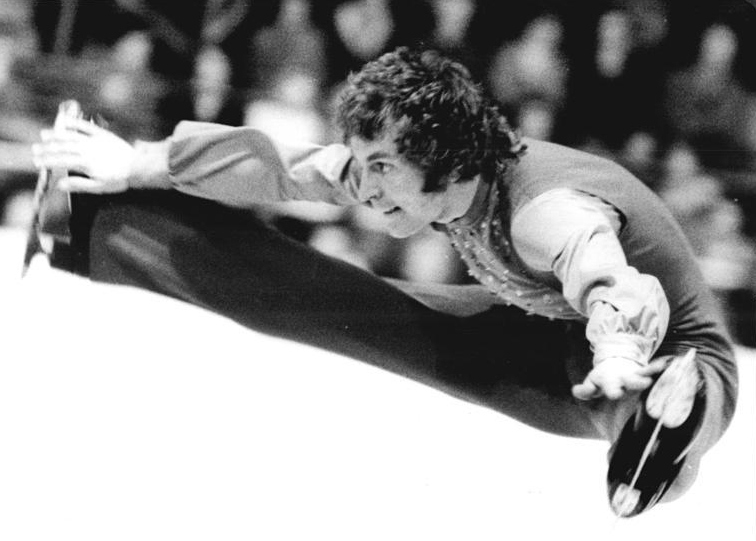
Los saltos no listados pueden usarse por su efecto coreográfico, como por ejemplo el «salto ruso», una común variación del medio flip mostrada aquí.

- Salto de vals: Se inicia y aterriza exactamente igual que el axel, pero solo se efectúa media rotación (180°) en el aire. Es uno de los primeros saltos que aprenden los patinadores principiantes y muy utilizado como ejercicio para el aprendizaje correcto del axel.[15]
- medio bucle o half loop: Se inicia como el bucle o loop, pero aterriza sobre el filo interno del otro pie. Por ser un salto no listado hasta 2010 no se puntuaba, pero en el Congreso General que tuvo lugar en enero de ese año la ISU decidió hacer una excepción si se efectúa en combinación, y otorgar en este caso el mismo valor base que el bucle.[16]
- walley: Se considera que este salto fue realizado por primera vez por el estadounidense Nate Walley, aunque en Gran Bretaña se atribuye su invención al escocés Pat Low. Parte del filo interno y se aterriza sobre el mismo pie tras efectuar una rotación. Como ocurre con el toe walley, lutz, la trayectoria de entrada discurre en el sentido opuesto de la de aterrizaje; sin embargo, el walley, al no ser un salto picado, no cuenta con asistencia del pie opuesto para cambiar la dirección de rotación durante el despegue, lo cual dificulta el salto y have difícil efectuar múltiples revoluciones en el aire. Se suelen realizar varios en secuencia, encadenándolos con un cambio del filo externo al interno.[3]
- medio flip y medio lutz: despegan como un flip o lutz, pero solo se realiza media rotación en el aire y se aterrizan patinando hacia delante. Estos saltos se utilizan por su efecto coreográfico, y existen muchas variantes, dependiendo de la postura que el patinador adopta en el aire.

Los saltos mortales están penalizados en el patinaje de competición, pero son comunes en programas de exhibición, galas y en el patinaje profesional.

## Combinaciones y secuencias de saltos
Las combinaciones y secuencias consisten en el enlace de dos o más saltos ejecutados consecutivamente. En una combinación, el segundo salto debe realizarse desde el mismo filo sobre el que se aterrizó el salto anterior. Los únicos saltos que parten del filo exterior en el que acaban los saltos multirotacionales son el toe loop y el loop, por lo cual la totalidad de las combinaciones de dos saltos y la mayoría de las de tres o más saltos cuentan con uno o ambos de estos saltos. La excepción la constituyen las combinaciones de tres saltos con un medio bucle como el segundo salto en la combinación; en este caso el tercer salto puede ser un salchow o un flip. El primer salto debe efectuarse con muy buena técnica y gran velocidad para poder conseguir el mayor número de revoluciones posibles en el segundo salto. En el patinaje masculino se han llegado a aterrizar combinaciones de saltos cuádruple–triple y en el femenino, de triple–triple.
En las secuencias puede haber un giro (cambio de dirección), cambio de filo o de pie entre los saltos. Un ejemplo de secuencia común es el axel–axel. Las secuencias suelen considerarse más fáciles que las combinaciones, pues el movimiento adicional puede utilizarse para corregir el equilibrio o recobrar velocidad entre saltos, por lo tanto la puntuación recibida por una secuencia es algo menor que si los mismos saltos hubieran sido efectuados en combinación.

## Saltos en pareja

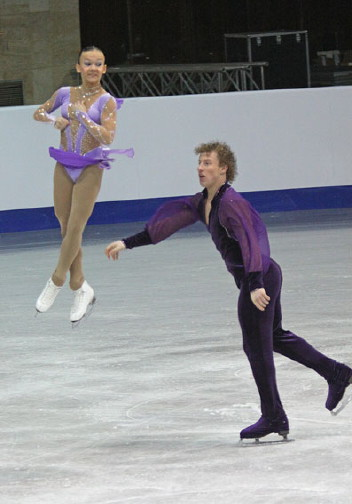
Salto lanzado

Los saltos también son un elemento obligatorio en le patinaje en pareja. Los elementos de saltos en pareja pueden ser de dos tipos:
1. saltos en paralelo, realizando los dos miembros de la pareja el mismo salto o combinación en sincronía
2. saltos lanzados, en los que el hombre lanza a la mujer en el despegue. Con el impulso adicional, esta puede llegar a recorrer 6 o 7 metros en el aire antes de aterrizar.[4]

Existe además un elemento de pareja, los twist lifts, a medio camino entre un salto y una elevación. Se inician de manera similar a un salto lanzado, pero el lanzamiento se realiza exclusivamente en la dirección vertical, de tal manera que la mujer efectúa las rotaciones por encima del hombre, en una posición horizontal o casi horizontal. EL hombre debe atrapar a la mujer en el aire antes de que esta aterrice.
Los saltos son los mismos que realizan los patinadores individuales. Los saltos en paralelo más comunes son el triple toe loop y el doble axel. Los saltos lanzados y suelen ser de más dificultad, debido a la mayor altura alcanzada en ellos, pero el axel triple y los cuádruples son poco comunes. El primer triple axel lanzado fue efectuado en los Juegos Olímpicos de 2006, por los estadounidenses Rena Inoue and John Baldwin.
En la primera década del S XXI, varias parejas chinas intentaron el cuádruple salchow y toe loop, pero no fue hasta 2007 que los estadounidenses Tiffany Vise y Derek Trent lograron realizar el cuádruple salchow lanzado por primera vez.

## Evaluación de los saltos

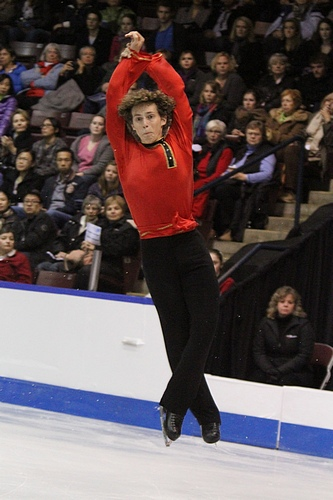
Ambos brazos encima de la cabeza otorgan más valor al salto.

En el sistema de puntuación utilizado por la ISU, cada elemento tiene un valor base fijo. En el caso de los saltos, el valor base está determinado por el tipo salto y el número de revoluciones. Cada juez evalúa la calidad del salto y otorga una puntuación llamada grado de ejecución o GOE ('Grade Of Execution'), que varía entre +5 y -5, incluyendo el 0. Un GOE de 0 indica que el salto se ha efectuado correctamente, sin errores, pero sin ningún virtuosismo o cualidades especiales; en este caso el salto recibe exactamente el valor base. Un GOE positivo no se añade directamente al valor base, sino que se multiplica por un factor que depende del nivel del salto; por ejemplo, el GOE de un salto triple cuenta más que el mismo GOE de un salto doble del mismo tipo. Un GOE negativo se resta al valor base.
Las combinaciones se puntúan de acuerdo con el mismo principio, sumando los valores bases para cada salto de la combinación. El factor que se aplica al GOE es el del salto más difícil de la combinación. En el caso de las secuencias de saltos, el valor base es la suma del valor de cada salto multiplicado por 0,8. 
Los factores que pueden resultar en un GOE positivo son:
- Una fase de preparación técnicamente difícil o creativa.
- Una fase de transición rápida, sin pausas entre los pasos precedentes y el salto.
- Posiciones variadas en la fase de suspensión (por ejemplo, con uno o ambos brazos por encima de la cabeza)
- Pasos difíciles o creativos tras el aterrizaje.
- Movimiento excepcionalmente fluido en todas las fases del salto.

En el programa libre, la puntuación de los saltos ejecutados en la segunda mitad del programa se bonifica con un factor de 1,1, por la mayor dificultad de realizar los saltos bajo condiciones de fatiga física.

### Errores
El error más reconocible es una caída, pero hay otros errores técnicos que resultan en una puntuación baja del salto.
Los errores más comunes en la ejecución de los saltos son los siguientes:
- Pérdida de velocidad excesiva en el aterrizaje.
- Cambios pronunciados en la curvatura de la trayectoria horizontal seguida por el patinador entre las distintas fases del salto.
- Rotación excesiva sobre el hielo, tanto en el despegue como el aterrizaje.
- Despegue desde el filo incorrecto, sobre todo en el flip o el lutz.
- Mala postura, movimientos excesivos del cuerpo para recobrar el equilibrio tras finalizar el salto, como realizar uno o más giros tras el aterrizaje, o apoyarse sobre el pie libre o las manos para evitar una caída.
- Aterrizaje sobre los dos pies.

Estas faltas afectan a la puntuación final del elemento dependiendo del grado del error. Si el error se considera menor, como una subrotación de tan solo unos pocos grados, y si los demás aspectos del salto se han realizado muy bien, no es obligatorio puntuar el salto por debajo del valor básico. Otros errores, como aterrizar sobre los dos pies, un cambio de filo evidente en el despegue o una caída, se consideran más serios y en estos casos el salto recibe siempre un GOE negativo.
Un error muy costoso en términos de la puntuación consiste en realizar más de un cuarto (90°) de la rotación sobre el hielo. En este caso el salto no solo se considera de baja calidad, sino que es rebajado de nivel —por ejemplo, un salto triple cuenta solo como un doble— con lo que la puntuación base del elemento disminuye drásticamente y la puntuación final puede llegar ser más baja que la de un salto de rotación completa acabado en caída.

### Tabla de valor de saltos[25]
|             | GOE -5 | GOE -4 | GOE -3 | GOE -2 | GOE -1 | BASE VALUE | GOE +1 | GOE +2 | GOE +3 | GOE +4 | GOE +5 |
| ----------- | ------ | ------ | ------ | ------ | ------ | ---------- | ------ | ------ | ------ | ------ | ------ |
|             | -50%   | -40%   | -30%   | -20%   | -10%   |            | 10%    | 20%    | 30%    | 40%    | 50%    |
|             |        |        |        |        |        |            |        |        |        |        |        |
| 1T          | -0,20  | -0,16  | -0,12  | -0,08  | -0,04  | 0,40       | 0,04   | 0,08   | 0,12   | 0,16   | 0,20   |
| 1S          | -0,20  | -0,16  | -0,12  | -0,08  | -0,04  | 0,40       | 0,04   | 0,08   | 0,12   | 0,16   | 0,20   |
| 1Lo         | -0,25  | -0,20  | -0,15  | -0,10  | -0,05  | 0,50       | 0,05   | 0,10   | 0,15   | 0,20   | 0,25   |
| 1EU (Euler) | -0,25  | -0,20  | -0,15  | -0,10  | -0,05  | 0,50       | 0,05   | 0,10   | 0,15   | 0,20   | 0,25   |
| 1F          | -0,25  | -0,20  | -0,15  | -0,10  | -0,05  | 0,50       | 0,05   | 0,10   | 0,15   | 0,20   | 0,25   |
| 1Lz         | -0,30  | -0,24  | -0,18  | -0,12  | -0,06  | 0,60       | 0,06   | 0,12   | 0,18   | 0,24   | 0,30   |
|             |        |        |        |        |        |            |        |        |        |        |        |
| 1T<         | -0,16  | -0,13  | -0,10  | -0,06  | -0,03  | 0,32       | 0,03   | 0,06   | 0,10   | 0,13   | 0,16   |
| 1S<         | -0,16  | -0,13  | -0,10  | -0,06  | -0,03  | 0,32       | 0,03   | 0,06   | 0,10   | 0,13   | 0,16   |
| 1Lo<        | -0,20  | -0,16  | -0,12  | -0,08  | -0,04  | 0,40       | 0,04   | 0,08   | 0,12   | 0,16   | 0,20   |
| 1EU<        | -0,20  | -0,16  | -0,12  | -0,08  | -0,04  | 0,40       | 0,04   | 0,08   | 0,12   | 0,16   | 0,20   |
| 1F < or e   | -0,20  | -0,16  | -0,12  | -0,08  | -0,04  | 0,40       | 0,04   | 0,08   | 0,12   | 0,16   | 0,20   |
| 1Lz < or e  | -0,24  | -0,19  | -0,14  | -0,10  | -0,05  | 0,48       | 0,05   | 0,10   | 0,14   | 0,19   | 0,24   |
| 1F < and e  | -0,15  | -0,12  | -0,09  | -0,06  | -0,03  | 0,30       | 0,03   | 0,06   | 0,09   | 0,12   | 0,15   |
| 1Lz < and e | -0,18  | -0,14  | -0,11  | -0,07  | -0,04  | 0,36       | 0,04   | 0,07   | 0,11   | 0,14   | 0,18   |
|             |        |        |        |        |        |            |        |        |        |        |        |
| 1A          | -0,55  | -0,44  | -0,33  | -0,22  | -0,11  | 1,10       | 0,11   | 0,22   | 0,33   | 0,44   | 0,55   |
| 2T          | -0,65  | -0,52  | -0,39  | -0,26  | -0,13  | 1,30       | 0,13   | 0,26   | 0,39   | 0,52   | 0,65   |
| 2S          | -0,65  | -0,52  | -0,39  | -0,26  | -0,13  | 1,30       | 0,13   | 0,26   | 0,39   | 0,52   | 0,65   |
| 2Lo         | -0,85  | -0,68  | -0,51  | -0,34  | -0,17  | 1,70       | 0,17   | 0,34   | 0,51   | 0,68   | 0,85   |
| 2F          | -0,90  | -0,72  | -0,54  | -0,36  | -0,18  | 1,80       | 0,18   | 0,36   | 0,54   | 0,72   | 0,90   |
| 2Lz         | -1,05  | -0,84  | -0,63  | -0,42  | -0,21  | 2,10       | 0,21   | 0,42   | 0,63   | 0,84   | 1,05   |
|             |        |        |        |        |        |            |        |        |        |        |        |
| 1A<         | -0,44  | -0,35  | -0,26  | -0,18  | -0,09  | 0,88       | 0,09   | 0,18   | 0,26   | 0,35   | 0,44   |
| 2T<         | -0,52  | -0,42  | -0,31  | -0,21  | -0,10  | 1,04       | 0,10   | 0,21   | 0,31   | 0,42   | 0,52   |
| 2S<         | -0,52  | -0,42  | -0,31  | -0,21  | -0,10  | 1,04       | 0,10   | 0,21   | 0,31   | 0,42   | 0,52   |
| 2Lo<        | -0,68  | -0,54  | -0,41  | -0,27  | -0,14  | 1,28       | 0,13   | 0,26   | 0,38   | 0,51   | 0,64   |
| 2F < or e   | -0,72  | -0,58  | -0,43  | -0,29  | -0,14  | 1,44       | 0,14   | 0,29   | 0,43   | 0,58   | 0,72   |
| 2Lz < or e  | -0,84  | -0,67  | -0,50  | -0,34  | -0,17  | 1,68       | 0,17   | 0,34   | 0,50   | 0,67   | 0,84   |
| 2F < and e  | -0,54  | -0,43  | -0,32  | -0,22  | -0,11  | 1,08       | 0,11   | 0,22   | 0,32   | 0,43   | 0,54   |
| 2Lz < and e | -0,63  | -0,50  | -0,38  | -0,25  | -0,13  | 1,26       | 0,13   | 0,25   | 0,38   | 0,50   | 0,63   |
|             |        |        |        |        |        |            |        |        |        |        |        |
| 2A          | -1,65  | -1,32  | -0,99  | -0,66  | -0,33  | 3,30       | 0,33   | 0,66   | 0,99   | 1,32   | 1,65   |
| 3T          | -2,10  | -1,68  | -1,26  | -0,84  | -0,42  | 4,20       | 0,42   | 0,84   | 1,26   | 1,68   | 2,10   |
| 3S          | -2,15  | -1,72  | -1,29  | -0,86  | -0,43  | 4,30       | 0,43   | 0,86   | 1,29   | 1,72   | 2,15   |
| 3Lo         | -2,45  | -1,96  | -1,47  | -0,98  | -0,49  | 4,90       | 0,49   | 0,98   | 1,47   | 1,96   | 2,45   |
| 3F          | -2,65  | -2,12  | -1,59  | -1,06  | -0,53  | 5,30       | 0,53   | 1,06   | 1,59   | 2,12   | 2,65   |
| 3Lz         | -2,65  | -2,12  | -1,59  | -1,06  | -0,53  | 5,30       | 0,53   | 1,06   | 1,59   | 2,12   | 2,65   |
|             |        |        |        |        |        |            |        |        |        |        |        |
| 2A<         | -1,32  | -1,06  | -0,79  | -0,53  | -0,26  | 2,64       | 0,26   | 0,53   | 0,79   | 1,06   | 1,32   |
| 3T<         | -1,68  | -1,34  | -1,01  | -0,67  | -0,34  | 3,36       | 0,34   | 0,67   | 1,01   | 1,34   | 1,68   |
| 3S<         | -1,72  | -1,38  | -1,03  | -0,69  | -0,34  | 3,44       | 0,34   | 0,69   | 1,03   | 1,38   | 1,72   |
| 3Lo<        | -1,96  | -1,57  | -1,18  | -0,78  | -0,39  | 3,92       | 0,39   | 0,78   | 1,18   | 1,57   | 1,96   |
| 3F < or e   | -2.12  | -1,70  | -1,27  | -0,85  | -0,42  | 4,24       | 0,42   | 0,85   | 1,27   | 1,70   | 2,12   |
| 3Lz < or e  | -2,12  | -1,70  | -1,27  | -0,85  | -0,42  | 4,24       | 0,42   | 0,85   | 1,27   | 1,70   | 2,12   |
| 3F < and e  | -1,59  | -1,27  | -0,95  | -0,64  | -0,32  | 3,18       | 0,32   | 0,64   | 0,95   | 1,27   | 1,59   |
| 3Lz < and e | -1,59  | -1,27  | -0,95  | -0,64  | -0,32  | 3,18       | 0,32   | 0,64   | 0,95   | 1,27   | 1,59   |
|             |        |        |        |        |        |            |        |        |        |        |        |
| 3A          | -4,00  | -3,20  | -2,40  | -1,60  | -0,80  | 8,00       | 0,80   | 1,60   | 2,40   | 3,20   | 4,00   |
| 4T          | -4,75  | -3,80  | -2,85  | -1,90  | -0,95  | 9,50       | 0,95   | 1,90   | 2,85   | 3,80   | 4,75   |
| 4S          | -4,85  | -3,88  | -2,91  | -1,94  | -0,97  | 9,70       | 0,97   | 1,94   | 2,91   | 3,88   | 4,85   |
| 4Lo         | -5,50  | -4,40  | -3,30  | -2,20  | -1,10  | 11,00      | 1,10   | 2,20   | 3,30   | 4,40   | 5,50   |
| 4F          | -5,50  | -4,40  | -3,30  | -2,20  | -1,10  | 11,00      | 1,10   | 2,20   | 3,30   | 4,40   | 5,50   |
| 4Lz         | -5,50  | -4,40  | -3,30  | -2,20  | -1,10  | 11,00      | 1,10   | 2,20   | 3,30   | 4,40   | 5,50   |
| 4A          | -6,25  | -5,00  | -3,75  | -2,50  | -1,25  | 12,50      | 1,25   | 2,50   | 3,75   | 5,00   | 6,25   |
|             |        |        |        |        |        |            |        |        |        |        |        |
| 3A<         | -3,20  | -2,56  | -1,92  | -1,28  | -0,64  | 6,40       | 0,64   | 1,28   | 1,92   | 2,56   | 3,20   |
| 4T<         | -3,80  | -3,04  | -2,28  | -1,52  | -0,76  | 7,60       | 0,76   | 1,52   | 2,28   | 3,04   | 3,80   |
| 4S<         | -3,88  | -3,10  | -2,33  | -1,55  | -0,78  | 7,76       | 0,78   | 1,55   | 2,33   | 3,10   | 3,88   |
| 4Lo<        | -4,40  | -3,52  | -2,64  | -1,76  | -0,88  | 8,80       | 0,88   | 1,76   | 2,64   | 3,52   | 4,40   |
| 4F < or e   | -4,40  | -3,52  | -2,64  | -1,76  | -0,88  | 8,80       | 0,88   | 1,76   | 2,64   | 3,52   | 4,40   |
| 4Lz < or e  | -4,40  | -3,52  | -2,64  | -1,76  | -0,88  | 8,80       | 0,88   | 1,76   | 2,64   | 3,52   | 4,40   |
| 4F < and e  | -3,30  | -2,64  | -1,98  | -1,32  | -0,66  | 6,60       | 0,66   | 1,32   | 1,98   | 2,64   | 3,30   |
| 4Lz < and e | -3,30  | -2,64  | -1,98  | -1,32  | -0,66  | 6,60       | 0,66   | 1,32   | 1,98   | 2,64   | 3,30   |
| 4A<         | -5,00  | -4,00  | -3,00  | -2,00  | -1,00  | 10,00      | 1,00   | 2,00   | 3,00   | 4,00   | 5,00   |

(<) Rotación insuficiente al aterrizar.
(e) Filo incorrecto a la hora del despegue.